# Distretto di Shamulzayi
Il distretto di Shamulzayi è un distretto dell'Afghanistan appartenente alla provincia dello Zabol. Conta una popolazione di circa 25 100 abitanti (dati 2013).